# Lethrus glaber
Lethrus glaber is een keversoort uit de familie mesttorren (Geotrupidae). De wetenschappelijke naam van de soort werd in 1962 gepubliceerd door Medvedev.